# Roman Jakobson
Roman Osipovich Jakobson (em russo:  Роман Осипович Якобсон; Moscovo, 11 de outubro de 1896 - Estados Unidos, 18 de julho de 1982) foi um pensador russo. É considerado um dos mais importantes linguistas do século XX e um pioneiro da análise estrutural da linguagem, da poesia e da arte.
Foi chamado de "o poeta da linguística" por Haroldo de Campos, sendo conhecido por sua conceituação das funções da linguagem, entre elas figurando a função poética, e tendo feito, por exemplo, estudos sobre as obras de Edgar Allan Poe, Fernando Pessoa e Bertolt Brecht.
No campo da linguística estrutural, desenvolveu, com colaboradores como Nikolaj Trubetzkoy e Morris Halle, o conceito de traço distintivo em fonologia, posteriormente expandido para outros níveis de análise linguística.

## Comunicação e funções da linguagem
Jakobson foi pioneiro em propor uma teoria do sistema de comunicação. Segundo o linguista, o processo comunicativo é composto por seis componentes estruturais que realizam seis respectivas funções:
- Emissor → Função Emotiva ou Expressiva
- Receptor → Função Conativa ou Apelativa
- Código → Função Metalinguística
- Mensagem → Função Poética
- Canal → Função Fática
- Referente → Função Referencial ou Denotativa

## Exemplo de análise de Jakobson
Jakobson elegeu "O Corvo", de Edgar Allan Poe, como um dentre os terrenos privilegiados para expor suas investigações. Dentre as inúmeras figurações de som-sentido (consecução do sentido no desenho material do som) que Jakobson evidencia no tecido do poema, cumpre pôr em evidência aquela que se tornou célebre por seu caráter exemplar dos procedimentos poéticos utilizados por Poe: repete o corvo ("The Raven") , ao longo do poema, no lamento monótono do refrão, a expressão "nunca mais" ("never more"). Jakobson demonstra que raven é a inversão fonológica perfeita de never. Nessa medida, a palavra never constitui uma imagem invertida da própria palavra raven. O corvo não podia dizer outra coisa, senão virar seu próprio nome pelo avesso.